# Ommatius politus
Ommatius politus là một loài ruồi trong họ Asilidae. Ommatius politus được Scarbrough & Marascia miêu tả năm 2000.